# Cementerio monumental de Staglieno
El cementerio monumental de Staglieno (cimitero monumentale di Staglieno en italiano y çimiteio de Stagén en genovés) es un gran cementerio monumental situado en una colina de Génova, en Italia. Es famoso por sus esculturas, siendo uno de los mayores cementerios de Europa, con más de un kilómetro cuadrado de superficie.

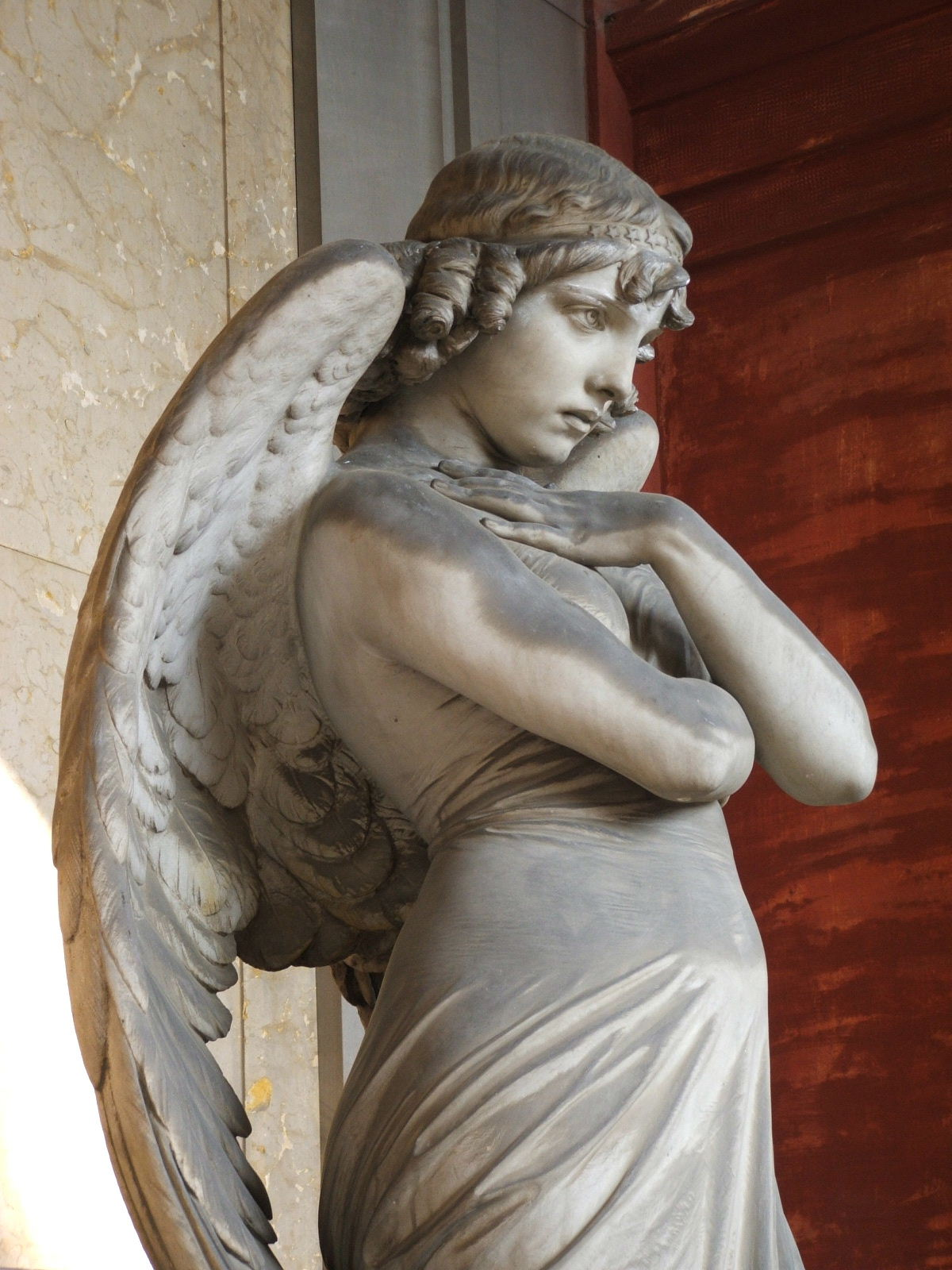
El Ángel de Monteverde

Fue inaugurado en 1851. Los jardines fueron diseñados por el arquitecto genovés Carlo Barabino, e incluye una copia del Panteón de Agripa. El cementerio contiene las tumbas de Constance Lloyd, la esposa de Oscar Wilde, Ferruccio Parri, Fabrizio De André, Michele Novaro y Giuseppe Mazzini, entre otros. Entre los escultores que tienen obras en él se destacan Leonardo Bistolfi y Giulio Monteverde.
En su obra The Innocents Abroad, Mark Twain elogia brevemente el cementerio. El camposanto fue el tema de un libro de fotografías de 2003, obra de Lee Friedlander.